# Adrian Peterson
För arkitekten, se Adrian C. Peterson

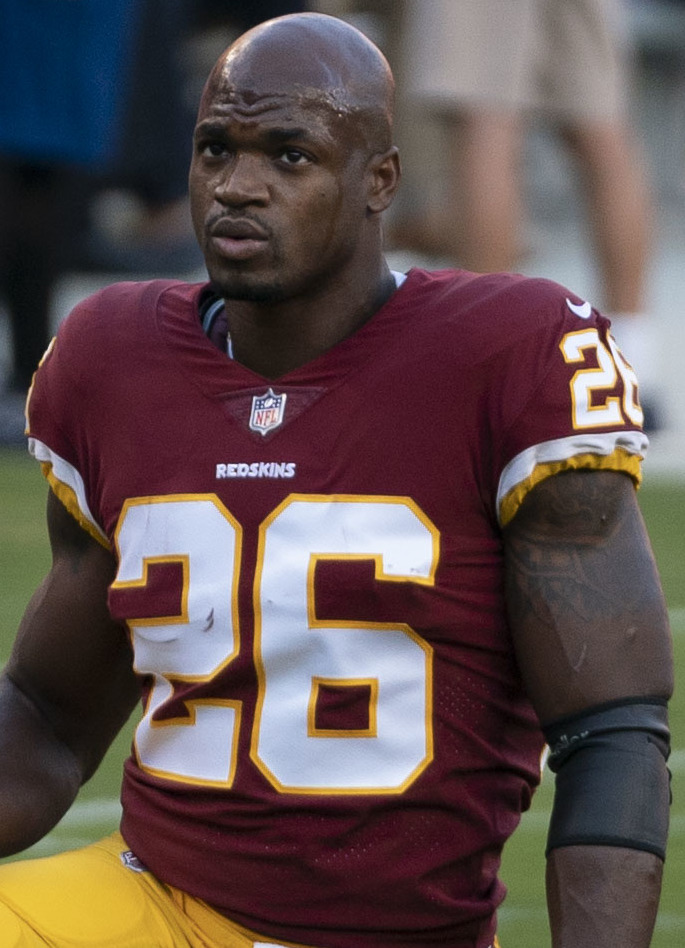
Adrian Peterson, 2018

Adrian Lewis Peterson, född 21 mars 1985 i Palestine, Texas, med smeknamnet "AD" (för "All Day") och "Purple Jesus" är en amerikansk fotbollsspelare som tidigare spelade RB (Running Back) för Washington Commanders i National Football League. Han spelade College Football i University of Oklahoma.
I sin debutsäsong i Oklahoma satte Peterson NCAA freshman rushing record med 1.925 yards. Han satte också ett rekord genom att sluta som tvåa i omröstningen till Heisman Trophy (USC:s University of Southern California Matt Leinart vann priset) som förstaårsstudent. Peterson blev utnämnd till skolans tredje bästa rusher någonsin.
Under sin första stjärnsäsong där han satte ett NFL-rekord för flest sprungna yards i en enda match (296), blev Peterson NFL Offensiv Rookie of the Year. Han blev då tilldelad priset som MVP för sin prestation i Pro Bowl och blev den femte spelaren i NFL:s historia att ha sprungit mer än 3.000 yards på sina två första säsonger.